# Dešinje
Dešinje (nemško Ochsendorf) je naselje v Občini Mostič v Okraju Šentvid ob Glini na Koroškem v Avstriji.